# Norbert Orthen

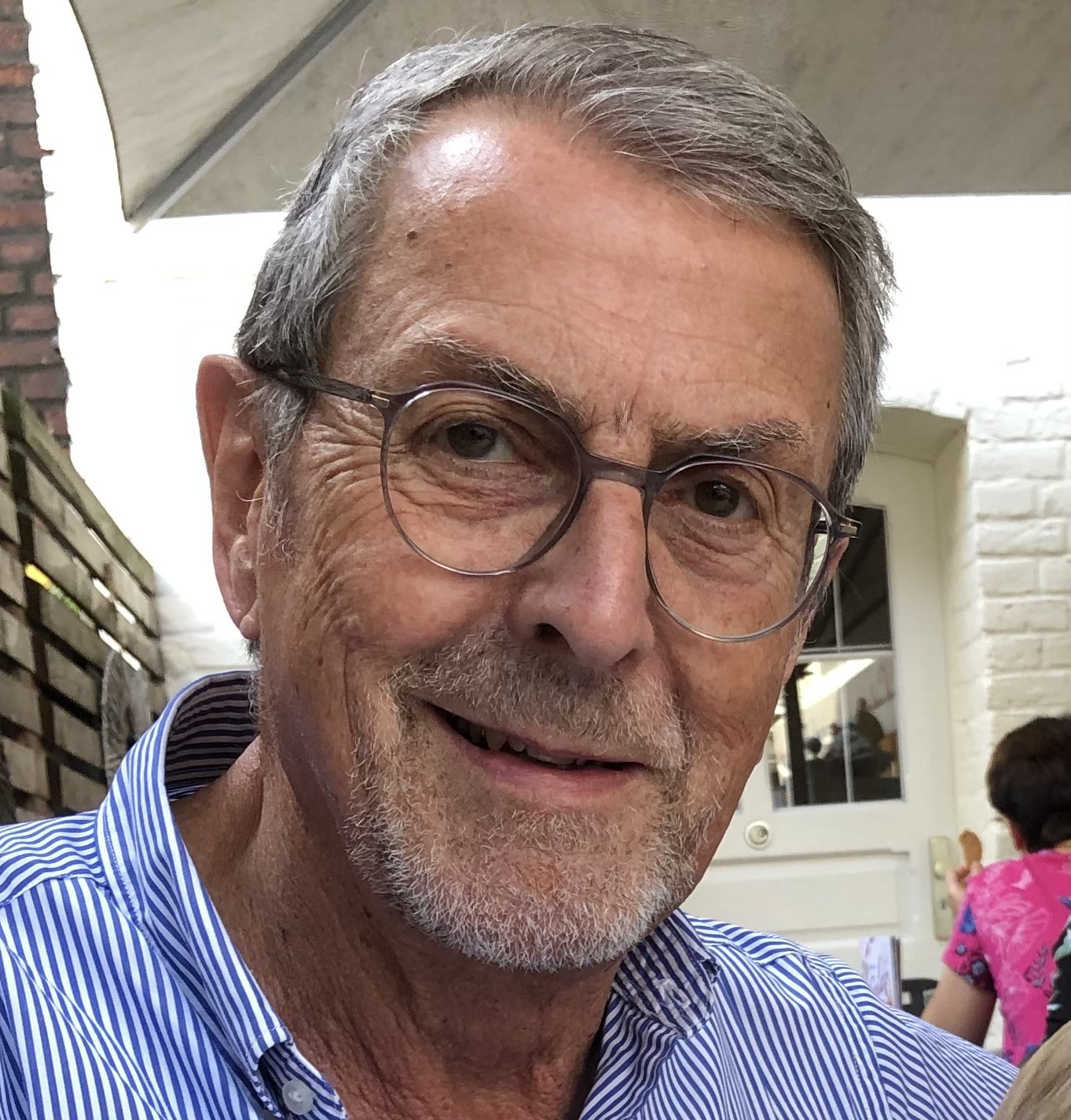
Norbert Orthen (2021)

Norbert Orthen (* 10. Juni 1948 in Wissen (Sieg)) ist ein deutscher Herausgeber und Redakteur. Er befasst sich seit Jahren besonders mit der Geschichte von Altenberg.

## Leben
Nach seinem Abitur am Hölderlin-Gymnasium in Köln-Mülheim 1969 studierte er an der Universität zu Köln Germanistik, Biologie und Pädagogik. Er promovierte 1976 im Fach Germanistik. Anschließend wurde er Lehrer an der Erzbischöflichen Ursulinenschule Köln. Am 31. Juli 2012 trat er in den Ruhestand. Orthen ist verheiratet; er hat eine Tochter und einen Sohn und lebt in Odenthal.

## Altenberger Dom
Seit den 1980er-Jahren befasst er sich mit der Geschichte von Altenberg. Dabei steht für ihn das zisterziensische Erbe Altenbergs mit dem Altenberger Dom im Vordergrund. 2004 wurde ihm die Auszeichnung Familiar des Ordens verliehen. 2014 hat er die Redaktion der Cistercienser-Chronik übernommen. Seit 1998 ist er Herausgeber der Altenberger Blätter. Zusammen mit Petra Janke hat er viele Jahre lang das Vortrags- und Ausstellungsprogramm Altenberger Fenster für die Katholische Pfarrgemeinde St. Mariä Himmelfahrt am Altenberger Dom ausgerichtet.

## Rheinisch-Bergischer Kalender
Seit der Herausgabe des 74. Jahrgangs für das Kalenderjahr 2004 bis 28. Februar 2015 war Orthen Schriftleiter und verantwortlicher Redakteur für den Rheinisch-Bergischen Kalender.

## Auszeichnungen
- Ehrennadel in Gold des Rheinisch-Bergischen Kreises 1994
- Rheinlandtaler 2019[4]

## Schriften
- Deutsche Zustands- und Bewegungsverben Untersuchung zu ihrer semantischen Struktur und Valenz, Studien zur deutschen Grammatik, Bd. 11, Tübingen 1979, ISBN 3-87808-811-6.
- Ursulinen in Köln 1639 - 1989, Festschrift zum 350jährigen Bestehen der Ursulinenschule Köln, (Red. zus. mit Angelika Schmitz) Hrsg. und Verlag: Ursulinenschule Köln, Gymnasium und Realschule für Mädchen des Erzbistums Köln, Köln  1989
- Festschrift 150 Jahre Wiederherstellung, 140 Jahre Simultangebrauch des Altenberger Doms, Hrsg.: Ökumenerat der Evangelischen und Katholischen Kirchengemeinden Altenberg, Odenthal-Altenberg 1997
- Altenberger Sagen & Legenden, Gaasterland-Verlag, Düsseldorf 2008, ISBN 978-3-935873-28-4
- Wenn nicht der Herr das Haus baut ...: vom Zisterzienserkloster zum Bergischen Dom, Festschrift der Katholischen Kirchengemeinde St. Mariä Himmelfahrt, Altenberg zur 750-Jahrfeier der Grundsteinlegung des Altenberger Domes, (Red. zus. mit Petra Janke) Odenthal-Altenberg 2009
- Selig sind die Toten, die im Herrn sterben, (Mitautorin: Petra Janke), Odenthal-Altenberg 2011
- Erzbischöfliche Ursulinenschule Köln seit 1639, Festschrift 375-jährigen Bestehen der Ursulinenschule (Red. zus. mit Angelika Schmitz) Köln, Hrsg. und Verlag: Ursulinenschule Köln, Gymnasium und Realschule für Mädchen des Erzbistums Köln, Köln 2014
- Zahlreiche Veröffentlichungen zu Altenberg (siehe z. B.: http://opac.regesta-imperii.de/lang_de/suche.php?qs=Norbert+Orthen)